# Контрада Казе Бјанке (Салерно)
Контрада Казе Бјанке је насеље у Италији у округу Салерно, региону Кампанија.
Према процени из 2011. у насељу је живело 11 становника. Насеље се налази на надморској висини од 29 м.